# Górka Moniakowska
Górka Moniakowska – część wsi Nasiechowice w Polsce położona w województwie małopolskim, w powiecie miechowskim, w gminie Miechów.
W latach 1975–1998 Górka Moniakowska należała administracyjnie do województwa kieleckiego, sąsiadując z województwem krakowskim.